# Sangala Hill
Sangala Hill é uma cidade do Paquistão localizada na província de Punjab.